# Бернд Роземаєр
Бернд Роземаєр (нім. Bernd Rosemeyer; 14 жовтня 1909, Лінген — 28 січня 1938) — німецький гонщик, чемпіон Європи 1936 року.
Народився 14 жовтня 1909 року в Лінгені (Німеччина). Він та Рудольф Караччіола були найсильнішими та найвідомішими німецькими автогонщиками довоєнної Європи. А Бернд був одним із найвідоміших есесівців, мав звання гауптштурмфюрера СС.
Небіж німецького спортсмена та винахідника Йозефа Роземаєра. Після завершення школи працював у автомайстерні свого батька. Права водія отримав у 16 років.

## Кар'єра

### Мотоспорт

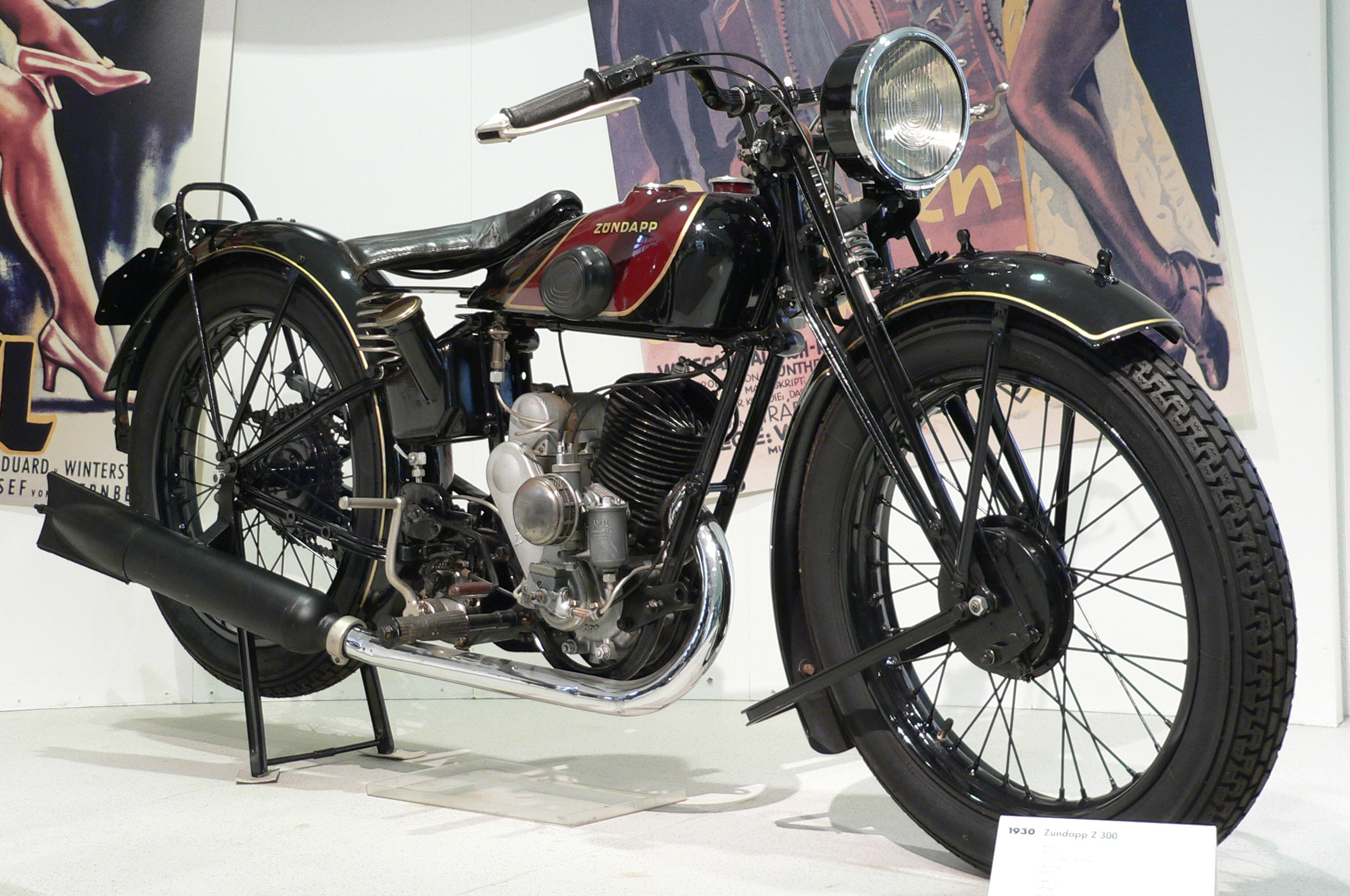
Zundapp Z300

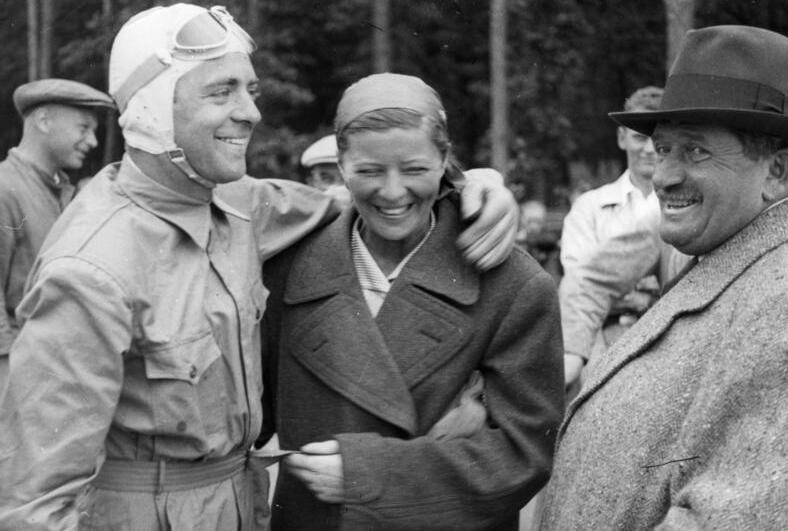
Бернд, Еллі Байнгорн, Фердинанд Порше

Фірма Zündapp (виробник мототехніки) в 1931 році оголосила конкурс на вакансію заводського пілота, і Бернд його виграв. Перші змагання провів на трасі в місті Ольденбург у класі 250 см³. У першому ж сезоні він здобув 10 перемог.
Наступного 1932 року він виступав на приватному BMW, а брат став його менеджером. А на перегонах в Гоенсбурзі у класі 500см см³. та 1000 см³.
Бернд знову міняє техніку і 1933 року пересідає на NSU та виграє перегони у Сілезії на трасі Боденгайм.
1934 року знову пересідає на іншу техніку — DKW. Перемагає на сілезькій трасі Гогенштауфен, та виграє перегони на витривалість (2000 км.) та шестиденні Міжнародні перегони.

### Автомобілі

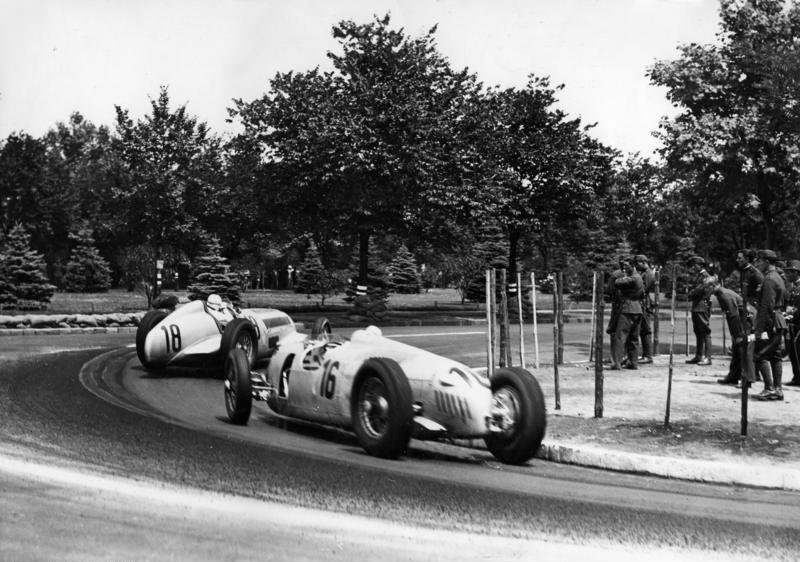
Рудольф Караччіола, Бернд Роземаєр

Оскільки DKW належала Auto Union, в 1934 році він дебютує у Гран-прі для того, щоб підготуватися до чемпіонату Європи 1935 року. Тож, на Auto Union 29 вересня 1935 на перегонах у Брюнне (Масарик ринг) він здобуває свою першу перемогу.
1936 року Бернд став чемпіоном Європи та змагався з Караччіолою за абсолютний рекорд швидкості. І Роземаєр переміг. 1937 року на дорозі загального користування він досяг швидкості 406,32 км/год.
13 липня 1936 року Бернд Роземаєр одружився з Еллі Байнгорн — відомою льотчицею. У них народився син Бернд (молодший), вивчився на спортивного лікаря, працював в ADAC (сектор транспортної медицини).

## Аварія
28 січня 1936 року Рудольф Караччіола на трасі (автобані) Франкфурт—Дармштадт (сьогодні це частина траси A5) встановив рекорд швидкості 440 км/год. Бернд захотів відігратися, однак при сильному боковому вітрі на швидкості 440 км/год. втратив керування, попав в аварію та загинув. Похований на цвинтарі в місті Далем. Адольф Гітлер сказав: «Бернд Роземаєр був одним із найкращих першопрохідців у автоперегонах та мав велике значення для автоперегонів та автомобільної промисловості Німеччини». Письменник і критик Віктор Клемперер в 1946 році написав про Роземаєра, що автогонщик в очах народу був у 30-х роках одним із найбільших символів героїзму, і прирівняв його до героя Горста Весселя. Як і Вессель, Бернд з 1933 року був членом СА (Штурмові загони) та гауптштурмфюррером СС.

## Головні досягнення
Чемпіон Європи (1936)
Переможець Гран-прі Чехословаччини (1935)
Переможець Ейфельських перегонів (1936)
Переможець Гран-прі Німеччини (1936)
Переможець Гран-прі Швейцарії (1936)
Переможець Гран-прі Італії (1936)
Переможець Кубку Ачербо, Гран-прі Пескари, Гран-прі Італії (1936)
Переможець Гірського призу Німеччини (1936)
Переможець Ейфельських перегонів (1937)
Переможець Коппа Ачербо, Гран-прі Пескари, Гран-прі Італії (1937)
Переможець Кубка Вандербільта (1937)
Переможець Гран-прі Доннінгтона (1937)

## Результати вЧемпіонаті Європи
| Рік  | Команда    | Виробник   | 1        | 2     | 3        | 4        | 5     | Місце | Очки* |
| ---- | ---------- | ---------- | -------- | ----- | -------- | -------- | ----- | ----- | ----- |
| 1935 | Auto Union | Auto Union | BEL      | GER 4 | SUI 3    | ITA схід | ESP 5 | 5     | 25    |
| 1936 | Auto Union | Auto Union | MON схід | GER 1 | SUI 1    | ITA 1    |       | 1     | 10    |
| 1937 | Auto Union | Auto Union | BEL      | GER 3 | MON схід | SUI схід | ITA 3 | 7=    | 28    |

- Система зарахування очок: 1 місце — 8, 2 — 7, 3 — 6, проходження понад 75 % дистанції — 5, від 50 до 75 % — 4, 25-50 % — 3, менше 25 — 2, неучасть/дискваліфікація — 1.